# Ariane Friedrichová
Ariane Friedrichová (* 10. ledna 1984 Nordhausen, Německo) je bývalá německá atletka, výškařka. V roce 2009 se stala v Turíně halovou mistryní Evropy a získala stříbrnou medaili na světovém šampionátu v Berlíně. Hodnotou 206 cm drží národní rekord pod otevřeným nebem.

## Kariéra
S atletikou začínala v oddíle LG Kaufungen a později trénovala v klubu TV Hessich Lichtenau.
Od roku 2003 závodí za atletický oddíl LG Eintracht Frankfurt, pod vedením trenéra a zároveň i manažera Güntera Eisingera. Je juniorskou mistryní Německa z haly i venku z roku 2003, šestinásobnou halovou mistryní (2006 – 2010, 2012) a šestinásobnou mistryní Německa pod širým nebem (2004, 2007, 2008, 2009, 2010, 2012). V roce 2005 se stala vicemistryní Německa v hale i na dráze.

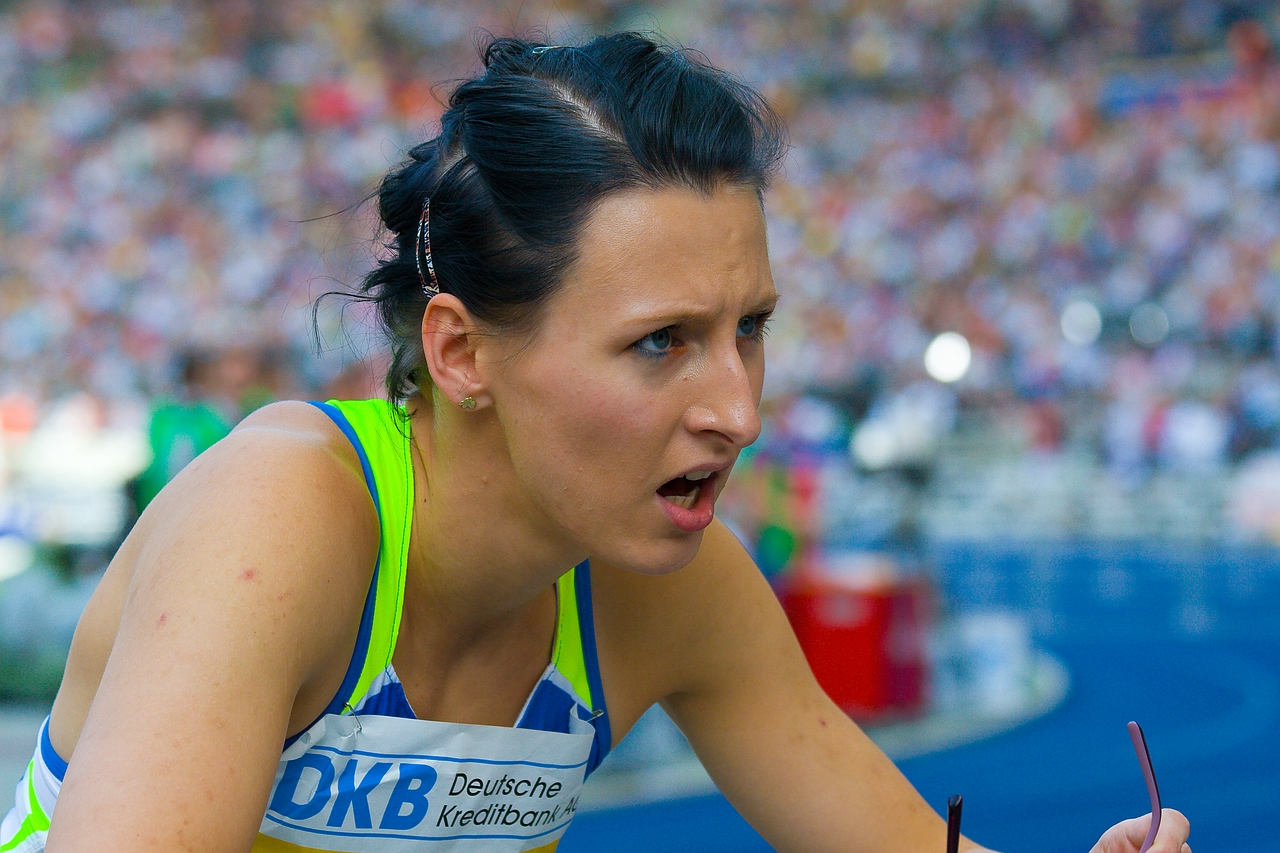
Ariane Friedrichová v roce 2008

V roce 2003 se stala ve finském Tampere juniorskou mistryní Evropy, kde zvítězila výkonem 188 cm. Stříbro získala její krajanka Aileen Herrmannová, jež překonala 186 cm. O dva roky později vybojovala bronz na mistrovství Evropy do 23 let v Erfurtu. Dvoumetrovou hranici poprvé překonala 26. ledna 2008 ve skotském Glasgow. Ve stejném roce si o plných devět centimetrů vylepšila osobní rekord také pod širým nebem, když ve francouzském Annecy zdolala laťku ve výšce 203 cm. Na letních olympijských hrách v Pekingu skončila ve finále na sedmém místě, společně s Ruth Beitiaovou ze Španělska.
V roce 2009 zvítězila na tradičním halovém mítinku Hustopečské skákání. Dne 14. února 2009 v Karlsruhe si vylepšila hodnotu osobního maxima na 205 cm, když v závodě na pokusy porazila Blanku Vlašičovou. Na halovém ME v Turíně 2009 jako jediná ve finále překonala dvoumetrovou hranici a za výkon 201 cm získala zlatou medaili. Na berlínském olympijském stadionu v rámci prvního závodu, posledního ročníku Zlaté ligy překonala 14. června 2009 napoprvé 206 cm. Po téměř osmnácti letech vylepšila národní rekord, který držela hodnotou 205 cm Heike Henkelová.

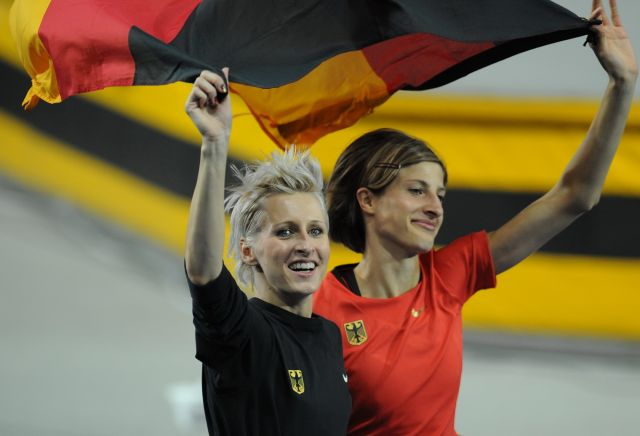
Ariane Friedrichová (vlevo) a Meike Krögerová na MS 2009 v Berlíně

Dne 12. července 2009 zkompletovala sadu medailí z letních univerziád. V roce 2005 získala v tureckém İzmiru bronz, o dva roky později v Bangkoku stříbro a na univerziádě v srbském Bělehradu vybojovala kov nejcennější, když napoprvé zdolala rovné dva metry. Na mistrovství světa v Berlíně získala bronzovou medaili za 202 cm, byť se velice nadějně pokoušela o 206 cm. Na pokusy ji předčila Ruska Anna Čičerovová, která překonala výšku napoprvé, zatímco domácí výškařka napotřetí.
V halové sezóně roku 2010 byla sužována zdravotními problémy. 31. ledna 2010 zvítězila na halovém mítinku v Karlsruhe, kde po šestadvacáté v kariéře překonala dvoumetrovou hranici. Kvůli problémům se zády však závod předčasně ukončila a později odřekla také účast na mítinku v Arnstadtu. Na konci února zvítězila na mítinku v Desavě (201 cm) a na halovém mistrovství Německa v Karlsruhe (202 cm). Na vrchol halové sezóny, na mistrovství světa do katarského Dauhá však neodcestovala kvůli zdravotnímu problému s kolenem.
Na ME v atletice 2010 v Barceloně vybojovala výkonem 201 cm bronzovou medaili. Ještě na výšce 199 cm ji však patřila zlatá medaile, když měla čistý technický zápis. Výšku 201 cm ale překonala třetím pokusem, zatímco Švédka Emma Greenová napodruhé. Mistryní Evropy se stala Chorvatka Blanka Vlašičová za 203 cm.

### Zranění a návrat
Halová sezóna roku 2011 pro Friedrichovou skončila dříve, než začala. Dva dny před Vánocemi, 22. prosince si v tréninku přetrhla Achillovu šlachu na odrazové levé noze a obhajoba zlaté medaile na halovém ME v Paříži se rozplynula. Friedrichová se rovněž nezúčastnila světového šampionátu, který se konal na přelomu srpna a září v jihokorejském Tegu a vynechala i celou letní sezónu.
První závod po šestnáctiměsíční pauze absolvovala na moravské výškařské tour, 28. ledna 2012 v Hustopečích. V závodě napodruhé překonala 184 cm a na následující výšce o tři centimetry výše již neuspěla. O týden později na dalším halovém výškařském mítinku v Arnstadtu přidala centimetr navíc. Po skončení prestižního mítinku německým organizátorům oznámila, že si nepřeje dostat startovné. Zklamaná ze svých výsledků se prostřednictvím svého manažera rozhodla polovinu startovného vrátit také moravskému mítinku.
Letní sezónu zahájila 28. května vítězstvím na mítinku v Rehlingenu, kde zdolala 192 cm, čímž splnila limit na ME v atletice 2012. Kvůli žaludečním potížím však na šampionátu v Helsinkách byla nucena z kvalifikace odstoupit a do soutěže nezasáhla. I přes nesplněný olympijský limit 195 cm, byla nominována na Letní olympijské hry 2012 do Londýna. Zde skončila čtrnáctá výkonem 193 cm.
V září 2014 porodila holčičku (otcem dítěte je její partner, několikanásobný olympijský vítěz v soutěži bobistů André Lange). V lednu 2016 se vrátila do výškařského sektoru po čtyřech letech – skočila 187 cm.

### Úspěchy
| Rok  | Závod                              | Místo                | Umístění    | Výkon  |
| ---- | ---------------------------------- | -------------------- | ----------- | ------ |
| 2003 | Mistrovství Evropy juniorů         | Tampere, Finsko      | 1.          | 1,88 m |
| 2004 | Evropský pohár v atletice          | Bydhošť, Polsko      | 3.          | 1,92 m |
| 2005 | Evropský pohár v atletice          | Florencie, Itálie    | 7.          | 1,85 m |
| 2005 | ME v atletice do 23 let 2005       | Erfurt, Německo      | 3.          | 1,90 m |
| 2005 | Univerziáda                        | İzmir, Turecko       | 3.          | 1,88 m |
| 2007 | Halové mistrovství Evropy 2007     | Birmingham, Anglie   | kvalifikace | 1,89 m |
| 2007 | Evropský pohár v atletice          | Mnichov, Německo     | 4. =        | 1,92 m |
| 2007 | Univerziáda                        | Bangkok, Thajsko     | 2.          | 1,90 m |
| 2008 | Evropský halový pohár 2008         | Moskva, Rusko        | 1.          | 2,00 m |
| 2008 | Halové mistrovství světa 2008      | Valencie, Španělsko  | 8. =        | 1,93 m |
| 2008 | Evropský pohár v atletice          | Annecy, Francie      | 1.          | 2,03 m |
| 2008 | Letní olympijské hry 2008          | Peking, Čína         | 7. =        | 1,96 m |
| 2008 | Světové atletické finále 2008      | Stuttgart, Německo   | 4.          | 1,97 m |
| 2009 | Halové mistrovství Evropy 2009     | Turín, Itálie        | 1.          | 2,01 m |
| 2009 | Mistrovství Evropy družstev        | Leiria, Portugalsko  | 1.          | 2,02 m |
| 2009 | Univerziáda                        | Bělehrad, Srbsko     | 1.          | 2,00 m |
| 2009 | Mistrovství světa v atletice 2009  | Berlín, Německo      | 2.          | 2,02 m |
| 2010 | Mistrovství Evropy družstev 2010   | Bergen, Norsko       | 3.          | 1,98 m |
| 2010 | Mistrovství Evropy v atletice 2010 | Barcelona, Španělsko | 3.          | 2,01 m |
| 2010 | DécaNation                         | Annecy, Francie      | 1.          | 2,00 m |

### Hustopečské skákání
| Datum          | Technický zápis                                                                                     | Umístění | Výkon  |
| -------------- | --------------------------------------------------------------------------------------------------- | -------- | ------ |
| 19. ledna 2008 | 1,80 m (O), 1,85 m (O), 1,89 m (O), 1,92 m (O), 1,95 m (O), 1,97 m (XO), 1,99 m (XXO), 2,01 m (X--) | 2.       | 1,99 m |
| 24. ledna 2009 | 1,88 m (O), 1,95 m (O), 2,00 m (O), 2,03 m (XXX)                                                    | 1.       | 2,00 m |
| 23. ledna 2010 | 1,89 m (O), 1,92 m (O), 1,95 m (XO), 2,01 m (XXX)                                                   | 1.       | 1,95 m |
| 28. ledna 2012 | 1,84 m (XO), 1,87 m (XXX)                                                                           | 9.       | 1,84 m |

### Osobní rekordy
Patří mezi devět výškařek celé historie, které mají skočeno v hale i pod širým nebem 205 cm a více.
Totéž dále dokázaly další Němka Heike Henkelová, Bulharka Stefka Kostadinovová, Švédka Kajsa Bergqvistová, Belgičanka Tia Hellebautová, Chorvatka Blanka Vlašičová, Rusky Anna Čičerovová a Marija Lasickeneová a Ukrajinka Jaroslava Mahučichová. 
Dvoumetrovou hranici a vyšší zdolala celkově 33krát.
- hala – 205 cm – 14. února 2009, Karlsruhe
- venku – 206 cm – 14. června 2009, Berlín – NR